# Anotylus mutator
Anotylus mutator är en skalbaggsart som först beskrevs av Lohse 1963.  Anotylus mutator ingår i släktet Anotylus, och familjen kortvingar. Arten är reproducerande i Sverige.